# Ostrowiec (przystanek kolejowy)
Ostrowiec (ukr. Острівець, ros. Островец) – przystanek kolejowy w miejscowości Ostrowiec, w rejonie kołomyjskim, w obwodzie iwanofrankiwskim, na Ukrainie.
Przystanek istniał przed II wojną światową.